# Ніколаєвка (Бураєвський район)
Нікола́євка (рос. Николаевка, башк. Николаевка) — присілок у складі Бураєвського району Башкортостану, Росія. Входить до складу Тепляківської сільської ради.
Населення — 4 особи (2010; 17 у 2002).
Національний склад:
- башкири — 53 %
- росіяни — 47 %